# واریو
واریو (ژاپنی: ワリオ هپبورن: Wario, تلفظ [waꜜɾio]; English: ‎/ˈwɑːrioʊ, ˈwær-, ˈwɒr-/‎) شخصیتی در مجموعهٔ بازی ویدئویی نینتندو، ماریو می‌باشد که به‌عنوان رقیب اصلی ماریو طراحی شده است. واریو برای اولین‌بار به‌عنوان هماورد اصلی و غول آخر نهایی سوپر ماریو لند ۲: ۶ گلدن کوینز برای گیم بوی در سال ۱۹۹۲ ایفای نقش کرد. نام واریو تکواژ چندوجهی از اسم ماریو و نیز کلمهٔ ژاپنی واروی (悪い) به‌معنای «بد» است. هیروجی کیوتاکه این شخصیت را خلق نموده‌است و صداپیشگی وی را چارلز مارتینت بین سال‌های ۱۹۹۳ تا ۲۰۲۳ درکنار چند شخصیت دیگر از جمله ماریو، لوئیجی و والوئیجی را انجام داده است.